# ニーダーエスターライヒ (哨戒艇)
ニーダーエスターライヒ（独: Niederösterreich, A604）は、オーストリア陸軍の哨戒艇。艇名はニーダーエスターライヒ州にちなむ。

## 艦歴
ニーダーエスターライヒは、ニーダーエスターライヒ州コルノイブルクのコルノイブルク造船所で建造され、 1969年9月26日に進水、1970年4月20日に就役し、オーストリア軍に引き渡された。ニーダーエスターライヒはドナウ川警備用哨戒艇9隻のうちの2番艇として調達されたが、経済的な理由から以後の調達はキャンセルされ、1958年に就役したオーベルスト・ブレヒト（Oberst Brecht A601）とともに哨戒艇戦隊が編成された。
2006年8月1日に退役し、ウィーン軍事史博物館に引き渡され、オーベルスト・ブレヒトとともに保存されている。